# 8610 Goldhaber
8610 Goldhaber è un asteroide della fascia principale. Scoperto nel 1977, presenta un'orbita caratterizzata da un semiasse maggiore pari a 2,4247914 UA e da un'eccentricità di 0,1680989, inclinata di 3,99248° rispetto all'eclittica.